# Fannie Mae
Federal National Mortgage Association (FNMA), более известное как Fannie Mae — одно из крупнейших ипотечных агентств США, по состоянию на сентябрь 2022 года на него приходилось 27 % ипотечных кредитов в США (4,1 трлн от 15,2 трлн долларов). Штаб-квартира — в Вашингтоне.

## История
До начала 1930-х годов финансирование покупки жилья в США осуществлялось исключительно коммерческими банками. По состоянию на 1933 год, в разгар Великой депрессии, до 25 % ипотечных кредитов в стране были просроченными. Начиная с 1932 года были созданы несколько федеральных институтов для финансирования покупки недвижимости: Federal Home Loan Bank System (1932 год), Home Owners’ Loan Corporation (1933 год), Federal Housing Administration (1934 год), RFC Mortgage Company (1935 год); предполагалось, что эти государственные учреждения оживят рынок частного кредитования, однако этого не произошло. 10 февраля 1938 года указом президента Франклина Делано Рузвельта была создана более крупная организация, Federal National Mortgage Association (FNMA, Fannie Mae, «Федеральная национальная ипотечная ассоциация»). Её начальный капитал составлял 11 млн долларов, в 1938 году она выпустила облигаций на 29,7 млн, а в 1939 году — на 55,5 млн. Темпы роста Fannie Mae значительно ускорились после Второй мировой войны, с 1948 года она начала приобретать ипотечные кредиты Министерства по делам ветеранов США. В 1954 году она была частично приватизирована, а в 1968 году стала публичной компанией, но осталась под государственным надзором. Также в 1968 году была создана новая государственная структура, Government National Mortgage Association, а в 1970 году третья, Freddie Mac. С 1981 года Fannie Mae начала выпускать ипотечные ценные бумаги. К 2001 году Fannie Mae стала третьей крупнейшей корпорацией США, её активы достигли 800 млрд долларов.
В декабре 2006 года Fannie Mae подало иск против своего официального аудитора KPMG, требуя возмещения ей $2 млрд, в том числе $1 млрд, потраченного на пересмотр отчётности. В иске Fannie Mae указано, что аудитор подтверждал отчётность агентства, не соответствующую бухгалтерским стандартам US GAAP по многим основным параметрам, пропустив более 30 бухгалтерских ошибок. Для исправления ошибок в отчётности агентству пришлось нанять 2800 независимых бухгалтеров, юристов и консультантов, а также выплатить $400 млн в целях урегулирования претензий государственных органов.
С началом ипотечного кризиса у Fannie Mae начались большие проблемы, с начала 2008 года по середину июля того же года её акции потеряли свыше 80 % стоимости. На январь 2008 года в облигации трёх американских ипотечных агентств — Fannie Mae, Freddie Mac и Federal Home Loan Banks — был вложен 21 % золотовалютных резервов Банка России, или 2,48 трлн руб. ($100,8 млрд) из $476,4 млрд. К середине 2008 года объём этих вложений был сокращён вдвое, причём в портфеле остались бумаги только Fannie Mae и Freddie Mac. За 1 полугодие 2008 года падение стоимости данных ценных бумаг составило 0,5-1 %, в то же время ставка купонного дохода по ним находилась на уровне 3,5 %. 7 сентября 2008 года Fannie Mae и Freddie Mac были взяты под опеку государственного Федерального агентства по жилищному финансированию (FHFA), генеральные директора агентств были отправлены в отставку.

## Собственники и руководство
Акции компании котируются на внебиржевом рынке OTC Markets Group. Крупнейшим акционером является хедж-фонд Билла Экмана Pershing Square Capital Management (9,98 %). В сентябре 2008 года Министерству финансов США был дан варрант на покупку 79,9 % акций по цене $0,00001 за акцию; опцион действителен до 2028 года, но по состоянию на 2022 год Министерство им не воспользовалось. Также в 2008 году Министерству финансов были проданы привилегированные акции на сумму 119,8 млрд долларов.
- Майкл Хид (Michael J. Heid) — независимый председатель совета директоров с мая 2022 года, в совете директоров с 2016 года; ранее возглавлял подразделение ипотечного кредитования Wells Fargo.
- Дэвид Бенсон (David C. Benson) — президент с августа 2018 года, в компании с 2002 года, ранее работал в Merrill Lynch.
- Присцилла Альмодовар (Priscilla Almodovar) — главный исполнительный директор с декабря 2022 года. Ранее работала в JPMorgan Chase

## Деятельность
Fannie Mae финансирует более 20 % всех ипотечных кредитов в США. Fannie Mae занимается поддержкой вторичного рынка ипотеки (скупая ипотечные кредиты у банков, консолидируя их в пулы и выпуская под их обеспечение ипотечные ценные бумаги, продаваемые на открытом рынке). Таким образом обеспечивается финансирование для выдачи новых кредитов.
Размер активов Fannie Mae на конец 2022 года составлял 4,31 трлн долларов, из них 4,08 трлн пришлось на ипотечные кредиты, 128 млрд — на инвестиции в ценные бумаги; средняя ставка по ипотечным кредитам составила 2,89 %, что принесло компании процентный доход 120 млрд долларов. Основная статья пассивов — выпущенные ипотечные ценные бумаги (4,03 трлн долларов), из доходность — 2,18 %, таким образом процентный расход составил 91 млрд долларов, чистый процентный доход — 29 млрд долларов. Основная часть ипотечных кредитов пришлась на односемейные дома (не более 4 жилых помещений) — 89 %, на многосемейные дома — 11 %.
Ипотечные кредиты относятся только к США, в то время как ипотечные ценные бумаги размещаются как на рынках США, так и других стран. Наибольшая доля кредитов приходится на штаты Калифорния (19 %), Флорида (6 %), Нью-Йорк (5 %), Иллинойс (3 %), Нью-Джерси (3 %).
В списке крупнейших публичных компаний в мире Forbes Global 2000 за 2022 год Fannie Mae заняла 338-е место. В списке крупнейших компаний США по размеру выручки Fortune 500 заняла 33-е место.
|                     | 2008   | 2009   | 2010   | 2011   | 2012  | 2013  | 2014  | 2015  | 2016  | 2017   | 2018  | 2019  | 2020  | 2021  | 2022  |
| ------------------- | ------ | ------ | ------ | ------ | ----- | ----- | ----- | ----- | ----- | ------ | ----- | ----- | ----- | ----- | ----- |
| Выручка             | 43,12  | 39,36  | 154,3  | 142,9  | 129,2 | 117,5 | 114,4 | 109,4 | 107,2 | 112,4  | 120,1 | 120,3 | 107,8 | 100,0 | 120,5 |
| Чистая прибыль      | -58,73 | -72,02 | -14,02 | -16,86 | 17,22 | 83,96 | 14,21 | 10,96 | 12,31 | 2,463  | 15,96 | 14,16 | 11,81 | 22,18 | 12,92 |
| Активы              | 912,4  | 869,1  | 3222   | 3211   | 3222  | 3270  | 3248  | 3222  | 3288  | 3346   | 3418  | 3503  | 3986  | 4229  | 4305  |
| Собственный капитал | -15,31 | -15,37 | -2,599 | -4,624 | 7,183 | 9,541 | 3,680 | 4,030 | 6,071 | -3,686 | 6,240 | 14,61 | 25,26 | 47,36 | 60,28 |